# 천광공
천광공(天光公)은 24대 풍월주이다. 그는 수품공(水品公)의 아들이다. 얼굴이 아름다운 꽃과 같고 교태는 마치 부인과 같았다. 말은 친절하고 거동은 단아했다. 그러나 마음은 협기가 있어 강한 자를 누르고 약한 자를 도왔고, 자신의 뜻을 과감하게 실행하여 상선(上仙)으로 인하여 동요되지 않았다.
(천광)공은 나이 14살에 흠순공(欽純公)이 풍월주로 있을 때(629-632) 화랑이 되었는데, 양도공이 보고 좋아하여 정이 마치 부부와 같았으며 그 아래에 소속되어 폐신(嬖臣)이 되었다. 이로 인하여 양도공(良圖公)이 여러 번 공의 집에 이르러 잤다. 공의 어머니 천장낭주(天長娘主)는 곧 염장공의 누이인데 공의 누나 천운낭주과 더불어 양도공을 맞이하여 밤을 새워 이야기하며 즐겼는데 날이 밝아오는 것도 알지 못한 것이 여러 번이었다. 천운(天雲)은 마침내 양도공에게 시집을 갔다.
양도공은 천장의 은혜를 갚고자 군관공에게 (천광)공을 부제(副弟)로 삼도록 명했다. 공이 부제가 되었다. 양도공이 공에게 춘화(春花)의 누이 윤화(尹花)와 결혼하라고 명하여 공은 그녀를 아내로 삼았고 이에 이르러 윤화는 화주(花主)가 되었다. 처음에 윤장(閏長)의 아우 하장(夏長)이 공과 더불어 부제가 되려고 경쟁을 했으나 이기지 못했는데, 이 때에 이으로 양고공이 (천광)공에게 명하여 하장의 아우인 춘장(春長)을 부제로 삼도록 했다. 춘장(春長)은 곧 윤화의 형이다.
25세 풍월주 춘장공 은 천광공의 부제로서 그 지위에 올랐다. 춘장공은  천광공(天光公)의 누이 천봉낭주天鳳娘主)를 아내로 맞아 화주(花主)로 삼았다. 
비담은 나중에 염종과 함께 선덕여왕을 폐하기 위해 모반을 일으키지만 김유신, 풍월주 천광공이 이끄는 군대에 패해서 죽었다.
비담이 왕경의 군사를 지휘하여 명활성에 진을 쳤고 김유신은 천광공의 낭도를 모두 동원하여 명활성으로 돌격하였고 비담이 패해 달아나면서 난이 평정되면서 천광공은 그 공으로 호성장군이 되어 백제 정벌과 고구려 정벌에 참전하여 공을 세운 덕에 문무왕에 의해 예원공의 뒤를 이어 집사부의 시중으로 역임하였으며 자신의 뒤를 이었던 춘장공에게 이 관직을 물려 주었다.

## 가계

### 선대
- 조부 : 구륜공(仇輪公,생몰년 미상) - 진흥왕(眞興王)과 사도왕후(思道王后)의 아들.
- 조모 : 반야공주(般若公主,생몰년 미상) - 진흥왕(眞興王)과 미실궁주(美室宮主)의 딸.
  - 아버지 : 수품공(水品公,생몰년 미상) - 선덕여왕(善德女王) 재위 시절 상대등을 역임하였으며 진평왕과 미실의 딸인 보화공주 소생인 선품공과 이복형제 사이이다.
- 외조부 : 천주공 (天柱公, 생몰년 미상) - 진흥왕(眞興王)과 월화궁주 (月華宮主)의 아들.
- 외조모 : 지도왕후 (智道王后, 생몰년 미상) - 기오공(起烏公)과 흥도부인(興道夫人)의 딸.
  - 어머니 : 천장낭주 (天長娘主,생몰년 미상) - 제 17대 풍월주 염장공(廉長公)의 누이이다.

### 가족
- 누이 : 천운낭주 (天雲娘主, 생몰년 미상) - 제 23대 풍월주 군관공(軍官公)과 혼인.
  - 조카 : 천관공 (天官公, 생몰년 미상) - 제 30대 풍월주.
- 누이 동생 : 천봉낭주 (天鳳娘主, 생몰년 미상) - 제 25대 풍월주 춘장공(春長公)과 혼인.
- 부인 : 윤화낭주 (尹華娘主, 생몰년 미상) - 제 17대 풍월주 염장공(廉長公)의 딸.
  - 자식은 7명이 있음.
- 정인 : 진수(眞凁,생몰년 미상) - 사린(思隣)과 호명(好明)의 딸, 제 26대 풍월주 진공(眞功)의 누이.
  - 자식이 있음
- 정인 : 효월(孝月,생몰년 미상) - 효종공(孝宗公,생몰년 미상)의 딸.
  - 자식이 있음.
- 정인 : 경화(京華, 생몰년 미상) - 제 17대 풍월주 염장공(廉長公)의 딸. 윤화낭주의 여동생.
  - 자식이 있음.
- 정인 : 찰언(察言,생몰년 미상) - 찰인(察忍)의 딸, 찰의(察儀)의 누이.
  - 자식이 있음.
- 정인 : 만수(萬水,생몰년 미상) - 만덕(萬德)의 딸.
  - 자식이 있음.

## 천광공이 등장한 작품
- 《대왕의 꿈》(KBS, 2012년~2013년, 배우:유민호)

| 전임 군관공 | 제24대 풍월주 | 후임 춘장공 |